# 150e méridien est

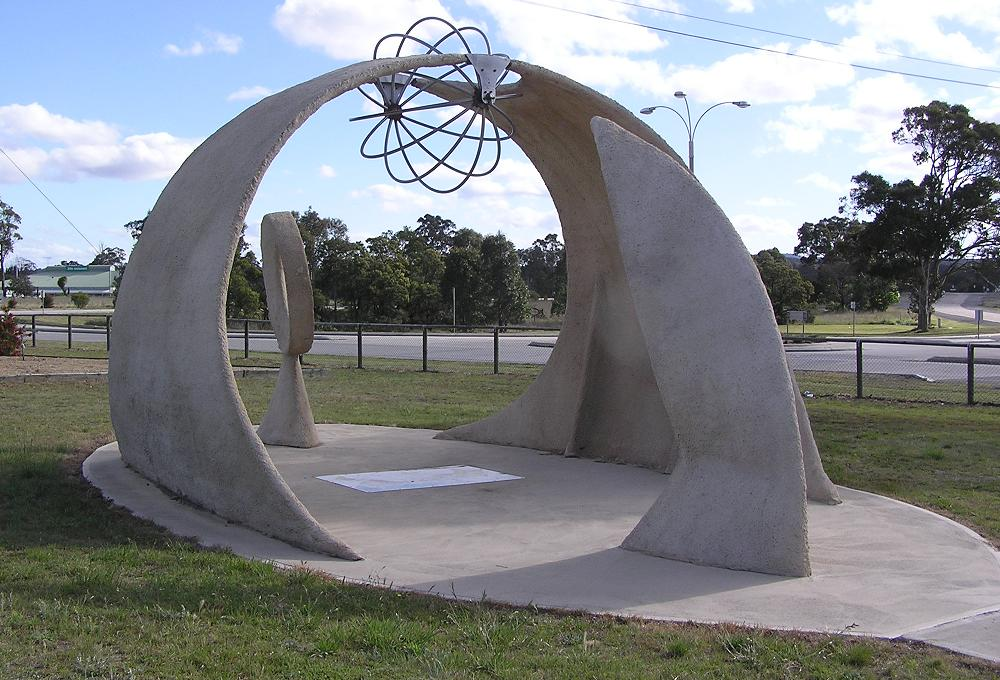
Monument australien dédié au cent cinquantième méridien est.

En géographie, le 150e méridien est est le méridien joignant les points de la surface de la Terre dont la longitude est égale à 150° est.

## Géographie

### Dimensions
Comme tous les autres méridiens, la longueur du 150e méridien correspond à une demi-circonférence terrestre, soit 20 003,932 km. Au niveau de l'équateur, il est distant du méridien de Greenwich de 16 698 km,.
Avec le 30e méridien ouest, il forme un grand cercle passant par les pôles géographiques terrestres.

### Régions traversées
En commençant par le pôle Nord et descendant vers le sud au pôle Sud, Le 150e méridien est passe par:
| Coordonnées           | Pays, territoire ou mer     | Notes |
| --------------------- | --------------------------- | --- |
| 90° 00′ N, 150° 00′ E | Océan Arctique              | |
| 76° 46′ N, 150° 00′ E | Mer de Sibérie orientale    | |
| 75° 12′ N, 150° 00′ E | Russie                      | République de Sakha — Île de Nouvelle-Sibérie                                                                           |
| 74° 48′ N, 150° 00′ E | Mer de Sibérie orientale    | |
| 71° 59′ N, 150° 00′ E | Russie                      | République de Sakha Oblast de Magadan — à partir de 64° 30′ N, 150° 00′ E                                               |
| 59° 41′ N, 150° 00′ E | Mer d'Okhotsk               | |
| 46° 02′ N, 150° 00′ E | Russie                      | Oblast de Sakhaline — Île de Urup, Îles Kouriles                                                                        |
| 45° 49′ N, 150° 00′ E | Océan Pacifique             | |
| 8° 54′ N, 150° 00′ E  | États fédérés de Micronésie | Atoll Namonuito |
| 8° 33′ N, 150° 00′ E  | Océan Pacifique             | |
| 1° 40′ S, 150° 00′ E  | Papouasie-Nouvelle-Guinée   | Île Emirau |
| 1° 41′ S, 150° 00′ E  | Océan Pacifique             | Mer de Bismarck |
| 2° 27′ S, 150° 00′ E  | Papouasie-Nouvelle-Guinée   | Nouvelle-Hanovre |
| 2° 31′ S, 150° 00′ E  | Océan Pacifique             | Mer de Bismarck |
| 5° 08′ S, 150° 00′ E  | Papouasie-Nouvelle-Guinée   | Île de Nouvelle-Bretagne                                                                                                |
| 6° 18′ S, 150° 00′ E  | Mer des Salomon             | |
| 9° 38′ S, 150° 00′ E  | Papouasie-Nouvelle-Guinée   | Île de Nouvelle-Guinée                                                                                                  |
| 9° 44′ S, 150° 00′ E  | Mer des Salomon             | Baie de Goodenough |
| 10° 05′ S, 150° 00′ E | Papouasie-Nouvelle-Guinée   | Île de Nouvelle-Guinée                                                                                                  |
| 10° 36′ S, 150° 00′ E | Océan Pacifique             | Mer de Corail — passe juste à l'est de l'Île Willis dans les Îles de la mer de Corail (à 16° 17′ S, 149° 58′ E)         |
| 22° 06′ S, 150° 00′ E | Australie                   | Queensland Nouvelle-Galles-du-Sud — à partir de 28° 35′ N, 150° 00′ E, passe par Marulan (en) (à 34° 43′ S, 150° 00′ E) |
| 36° 41′ S, 150° 00′ E | Océan Pacifique             | |
| 37° 09′ S, 150° 00′ E | Australie                   | Nouvelle-Galles-du-Sud — Cap Green                                                                                      |
| 37° 15′ S, 150° 00′ E | Océan Pacifique             | |
| 60° 00′ S, 150° 00′ E | Océan Austral               | |
| 68° 26′ S, 150° 00′ E | Antarctique                 | Territoire antarctique australien, partie de l'Antarctique revendiqué par l' Australie                                  |